# پلنتیشن، شهرستان ساراسوتا، فلوریدا
پلنتیشن (به انگلیسی: Plantation) یک منطقهٔ مسکونی در ایالات متحده آمریکا است که در شهرستان ساراسوتا، فلوریدا واقع شده‌است. پلنتیشن ۶٫۵ کیلومتر مربع مساحت و ۴٬۹۱۹ نفر جمعیت دارد.